# 李準灘

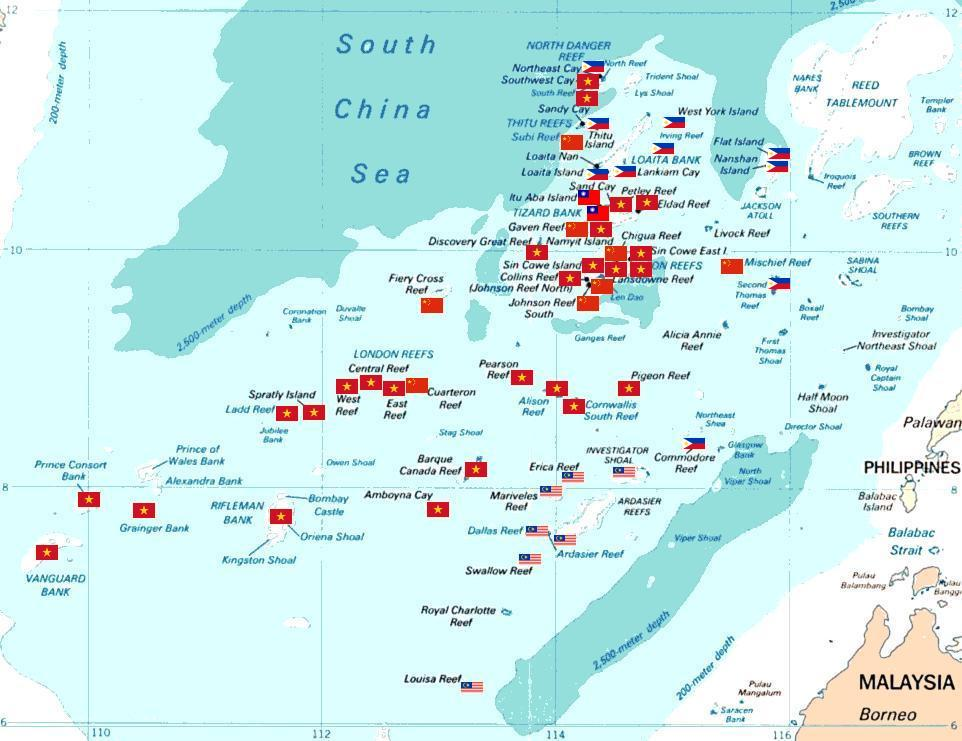
南沙諸島の実効支配状況

李準灘（英語：Grainger Bank、ベトナム語：Bãi Quế Đường / 𣺽桂糖）は、南沙諸島西部にある堆である。広雅灘から南に12海里離れている。
南北距離は約9.6キロ、東西距離は約3.7キロ、深さは18メートルから37メートルまで。堆の底で珊瑚がはっきり見える。
中国語名は、1909年に清朝水師提督李準が西沙諸島を巡視したことを記念したものである。
1993年からベトナムがこの堆を実効支配しているが、中華人民共和国と中華民国（台湾）も主権を主張している。